# Munira Wilson
Munira Hassam Wilson (née Hassam ; le 26 avril 1978) est une femme politique libéral-démocrate britannique qui est députée pour Twickenham depuis 2019. Elle succède à l'ancien chef libéral démocrate Vince Cable comme députée. Elle est porte-parole des libéraux démocrates pour la santé, le bien-être et les soins sociaux depuis 2020 sous la direction d'Edward Davey.

## Jeunesse
Munira Wilson est née en 1978 et fréquente l'école Henrietta Barnett, un lycée d'État au nord de Londres. Elle étudie ensuite au St Catharine's College, Cambridge de 1996 à 2000, où elle obtient un diplôme en langues modernes (français et allemand), dont une année à l'étranger en tant qu'assistante anglaise dans deux écoles secondaires dans le sud de la France.
Après avoir obtenu son diplôme, elle suit une formation de conseillère fiscale chez Ernst & Young. Elle commence ensuite à travailler pour les démocrates libéraux, devenant l'organisatrice des campagnes pour Sue Doughty et les démocrates libéraux de Guildford en 2004–2005, avant que Doughty ne perde son siège à Guildford aux élections générales de 2005. Elle travaille ensuite pour le député nouvellement élu Nick Clegg pendant les six premiers mois de 2006. Elle passe plus d'une décennie en tant que lobbyiste, jusqu'à son élection au Parlement en 2019, d'abord pour Save the Children (2006-08), puis pour Beating Bowel Cancer (2008-09) et Novartis (2009-15), où elle est chef des affaires gouvernementales - produits pharmaceutiques. Elle entre ensuite dans le secteur public en tant que responsable de compte stratégique chez NHS Digital de 2015 à 2016, avant de revenir au lobbying en 2016-2019 comme directrice des affaires corporatives, Royaume-Uni et Irlande pour la société allemande de science et technologie Merck KGaA de Darmstadt.

## Carrière politique
Wilson exerce un mandat en tant que conseillère du conseil municipal de Richmond upon Thames de 2006 à 2010. Elle se présente dans la circonscription de Feltham et Heston aux élections générales de 2010, où elle arrive troisième. Lors de l'élection de l'Assemblée de Londres en 2012, elle se présente dans la circonscription du sud-ouest.
Elle est sélectionnée en 2019 pour remplacer Vince Cable en tant que candidate libérale démocrate dans sa circonscription de Twickenham, et remporte le siège aux élections générales de 2019 avec 36 166 voix (56,1% du total des suffrages exprimés), lui donnant une majorité de 14 121 voix sur son adversaire conservateur. 
Wilson s'oppose aux projets d'une troisième piste à l'aéroport d'Heathrow et travaille pour améliorer les services ferroviaires dans le sud-ouest de Londres. Elle est nommée porte-parole des libéraux démocrates pour la santé, le bien-être et les soins sociaux par le chef par intérim Edward Davey en janvier 2020.

## Vie privée
Munira Hassam épouse Michael Wilson à St Stephen, Twickenham, en 2007. Elle a été élevée comme musulmane et s'identifie maintenant comme chrétienne engagée. Elle est d'origine indienne d'Afrique de l'Est.